# 大谷村 (栃木県)
大谷村（おおやむら）は栃木県の南部、下都賀郡に属していた村である。茨城県と境を接する。

## 地理
- 河川 - 西仁連川

## 歴史
- 1889年（明治22年）4月1日 町村制施行により、雨ヶ谷村、塚崎村、東野田村、南和泉村、武井村、田間村、横倉村、犬塚村、中久喜村、泉崎村、土塔村、雨ヶ谷新田、向原新田、横倉新田が合併し大谷村が成立する。
- 1954年（昭和29年）3月31日 小山町と合併し小山市となる。

## 人口推移
- 1920年（大正9年）…5,519人
- 1925年（大正14年）…5,871人
- 1930年（昭和5年）…6,130人
- 1935年（昭和10年）…6,417人
- 1940年（昭和15年）…6,782人
- 1947年（昭和22年）…9,987人
- 1950年（昭和25年）…10,155人

## 教育
以下すべて昭和30年現在

### 小学校
すべて大谷村立
- 大谷東小学校
- 大谷南小学校
- 大谷北小学校

### 中学校
- 大谷村立大谷中学校

## 歴代首長
| 代（通算） | 氏名         | 就任年月   | 退任年月   |
| ---------- | ------------ | ---------- | ---------- |
| 初代       | 鈴木千代三郎 | 1889年5月  | 1893年5月  |
| 2          | 石塚善四郎   | 1893年5月  | 1903年3月  |
| 3          | 中村森三郎   | 1903年3月  | 1910年4月  |
| 4          | 関角之助     | 1910年5月  | 1914年5月  |
| 5          | 宮本喜三郎   | 1914年5月  | 1922年10月 |
| 6          | 山中佐吉     | 1922年12月 | 1926年5月  |
| 7          | 中島貞三     | 1926年5月  | 1938年5月  |
| 8          | 石塚丑郎     | 1938年7月  | 1941年2月  |
| 9          | 中村斌       | 1941年3月  | 1946年11月 |
| 10         | 山中泰輔     | 1947年4月  | 1954年3月  |